# Slag bij Landshut (1760)
De Tweede Slag bij Landshut (ook vaak gespeld als Landeshut of landshuth) was een veldslag op 23 juni 1760 tijdens de Zevenjarige Oorlog. De eerste slag werd geleverd op 13 augustus 1757, de derde op 21 april 1809.

## Wat voorafging
De Pruisen hadden Landshut sinds 1758 versterkt. Een linie van loopgraven liep van de Leuschnerberg naar de Murmelberg. Een stervormige vesting vormde het centrum op de Thiemberg, en er waren schansen en andere versterkingen op de Mummelberg, Buschberg, Preisberg, Rabenberg, Ziederberg, Kirchberg, Galgenberg, Hahnberg en Blasdorferberg.
In maart verzamelde Fouqé zijn troepen uit de winterkwartieren in Steinau en Oberglogau. Hij had opdracht de Silezische grens te bewaken.
Laudon verzamelde zijn leger in mei bij Rothkosteletz en marcheerde Silezië in het oosten binnen. Fouqé vreesde voor Breslau en trok Laudon tegemoet. De Oostenrijkers veroverden hierop Landshut. De Pruisische koning Frederik de Grote gaf Fouqé opdracht Landshut te heroveren, wat deze op 17 juni deed. Loudon manoeuvreerde zijn troepen en was op 23 juni klaar voor de aanval.

## De veldslag
Laudon viel aan met vijf colonnes. Een colonne viel Vogelsdorf, ten noordoosten van Landshut aan. Drie colonnes vielen in het centrum aan op en rond de Mummelberg, terwijl een vijfde colonne de Pruisische rechterflank aanviel op de Blasdorferberg.
De Pruisische troepen waren sterk verspreid opgesteld. Zo wist de colonne die de Pruisische linkerflank aanviel de drie bataljons daar snel te verdrijven.
In het centrum drong een regiment tussen twee heuvels door, en verdreef een bataljon dat de doorgang verdedigde. Daarna kon het de Pruisische verdedigers van achteren aanvallen. De gehele Pruisische linkerflank trok zich nu terug. Een Pruisische tegenaanval van 1500 ruiters vertraagde de Oostenrijkse opmars, maar stopte haar niet.
Op de Pruisische rechterflank hielden vier bataljons onder generaal Schenkendorf lang stand tegen een Oostenrijkse overmacht van 16 bataljons. Na verbeten strijd werden ze hier van de Blasdorferberg verdreven, maar wisten deze posities te heroveren.
De Oostenrijkers waren nu in bezit van vrijwel alle Pruisische voorposten. Laudon herformeerde zijn troepen in twee sterke colonnes. De eerste viel de Landshut frontaal aan, terwijl de tweede de Kirchberg vlak onder Landshut aanviel. De tweede aanval faalde, maar de eerste colonne slaagde erin om Landshut in te nemen. De Pruisen trokken zich terug op de Galgenberg, waar ze vrijwel omsingeld waren.
Fouqé probeerde zich een weg uit de omsingeling te vechten, maar raakte gewond en werd gevangengenomen. Slechts 1500 Pruisen, voornamelijk ruiters, slaagden erin te ontkomen.

## Gevolgen
De Oostenrijkse legers stonden nu in Silezië, en Pruisen had hier nog maar weinig verdediging.